# Liptovský Hrádok
Liptovský Hrádok (bis 1927 slowakisch „Hrádok“; deutsch selten Liptau-Hradek, veraltet auch Neuhäusel in der Liptau, ungarisch Liptóújvár) ist eine Stadt in der mittleren Slowakei mit 6950 Einwohnern (Stand 31. Dezember 2024). Sie gilt als touristisches Zentrum des oberen Liptautales.

## Geografie
Zu Liptovský Hrádok gehört noch der Ort Dovalovo (1971 eingemeindet).
Im westlichen Stadtgebiet fließt der Fluss Belá in den kurz zuvor aus Biely Váh (dt. Weißer Waag) und Čierny Váh (Schwarzer Waag) entstandenen Fluss Váh (Waag). Die Waag mündet wiederum etwa 350 Kilometer flussabwärts in die Donau.

## Geschichte

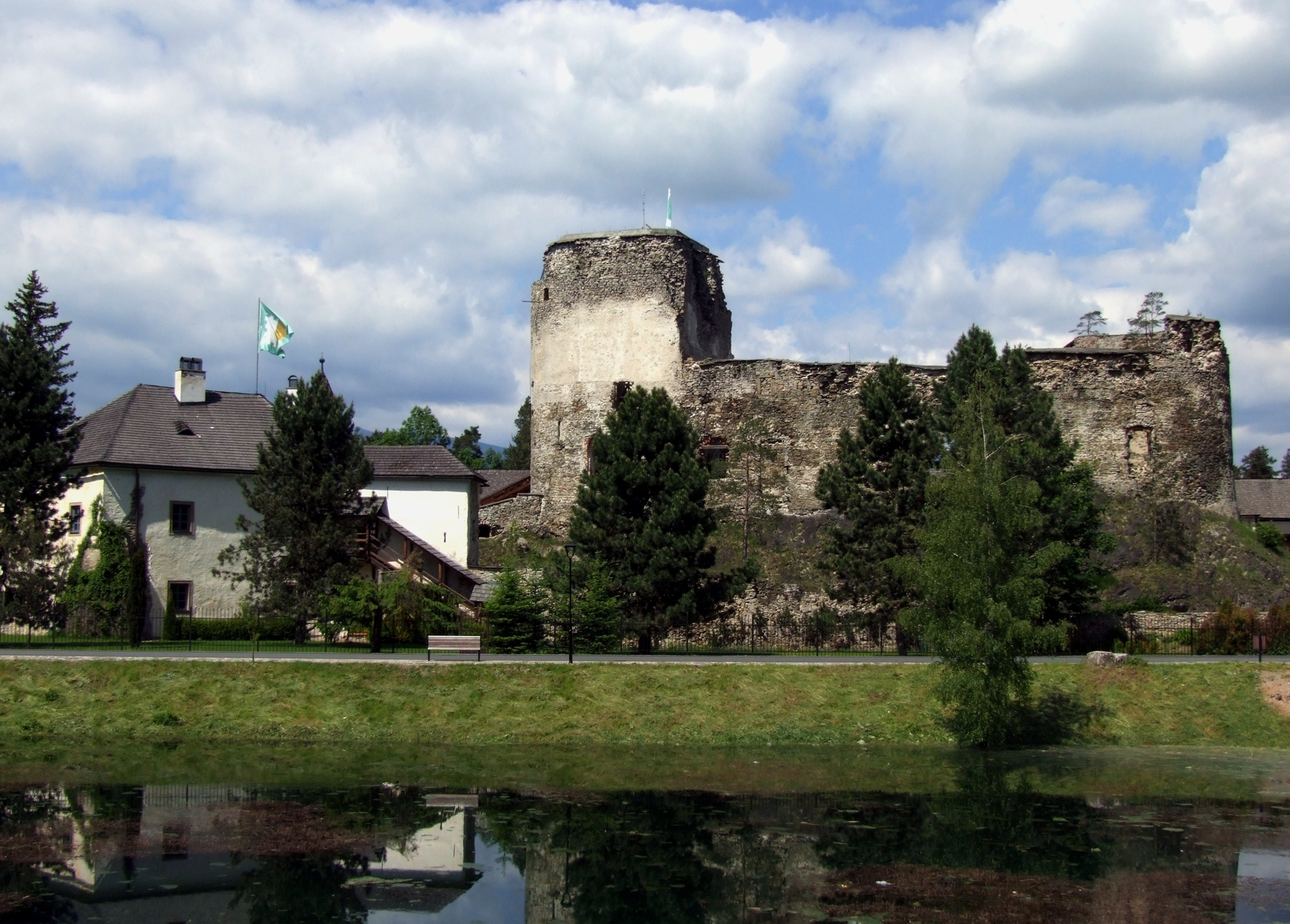
Burg Liptovský Hrádok und Schloss

Der Ort wurde 1341 als Ujwar zum ersten Mal schriftlich erwähnt. Zu Beginn des 19. Jahrhunderts wurde die Stadt mit Handels- und Stadtprivilegien ausgestattet. Dies ermöglichte den Handel mit regionalen Produkten, wie Bauhölzern, Schindeln, Salz, Eisen, Kupfer, Käseprodukten, getrockneten Pflaumen, Kräutern und Heilölen sowie Waffen. Diese Produkte wurden mit Flößen über die Waag nach Südwesten bis zur Donau transportiert.

## Bevölkerung
| Jahr:                | 1994. | 2004.   | 2014.   | 2024.   |
| -------------------- | ----- | ------- | ------- | ------- |
| Anzahl der Personen: | 8606  | 8019    | 7629    | 6950    |
| Unterschied:         |       | -6,82 % | -4,86 % | -8,90 % |

| Jahr:                | 2023. | 2024.   |
| -------------------- | ----- | ------- |
| Anzahl der Personen: | 7003  | 6950    |
| Unterschied:         |       | -0,75 % |

## Kultur und Sehenswürdigkeiten
Liptovský Hrádok verfügt über ein bemerkenswertes historisches Arboretum und alte Bäume am nur lose bebauten linsenförmigen Stadtplatz. Ein Ethnografisches Museum im einstigen Kupfer- und Salzamt befasst sich mit der Schäferei. Ein imposanter Bau ist die ehemalige Forstakademie. Von der Stadt sind die Wandergebiete im mittleren und östlichen Teil der Niederen Tatra gut zu erreichen.

## Persönlichkeiten
- Alajos Stróbl (1856–1926), ungarischer Bildhauer
- Marián Blaha (1869–1943), Geistlicher
- Ľudovít Reiter (1915–1999), Schauspieler[6]